# Pequeños traviesos salvan el día
The Little Rascals Save the Day! (en español: Pequeños traviesos salvan el día) es una película de comedia estadounidense directa a video de 2014 lanzada por Universal Pictures.
La película es la secuela de la clásica de 1994 Pequeños traviesos, pero con diferentes actores, considerando que los del elenco anterior ya son adultos. Presenta los personajes de la adaptación de Hal Roach en un escenario actualizado. Basada en una serie de cortometrajes de los años 1920, 1930 y 1940 (muchos de los cuales se transmitieron en la televisión como The Little Rascals), que se centró en las aventuras de un grupo de niños del barrio.
Con un guion de Willian Robertson y Alex Zamm, quien también dirigió The Little Rascals Save The Day presenta varios de los personajes de Our Gang en pantalla moderna.

## Trama
El último día de clases antes de las vacaciones de verano, Spanky, Alfalfa, Mary Ann y Stymie intentan irse temprano pidiendo a Buckwheat y Porky que le digan a la señorita Crabtree que deben irse a casa. La señorita Crabtree acepta dejar ir a los cuatro niños, obligándolos a salir de su fiesta sorpresa de pastel de helado para la clase. Los Rascals se dirigen a la panadería de la abuela Larson y se encuentran con el oficial Kennedy en el camino. Kennedy está saliendo con la señorita Crabtree y los niños le preguntan por qué todavía no le ha propuesto matrimonio.
Más tarde, la pandilla se dirige a su casa en el árbol ubicada junto a la panadería de la abuela para comenzar a ensayar para un próximo concurso de talentos. Los Rascals tienen su propia banda, a la que Spanky decide llamar La Banda Internacional Submarina de Cuerda Plateada. La banda planea tocar la canción "I Got You Babe" de Sonny & Cher para el concurso de talentos, pero terminan sonando terrible. Alfalfa sugiere mejorar la interpretación haciendo que Darla cante la canción con él.
Durante la práctica de la banda, la abuela sale al banco local y deja a los niños a cargo de su panadería. Al rato una clienta llega al lugar y pide a la pandilla que prepare un pastel de terciopelo rojo, pero le ponen demasiada levadura, lo que hace que el postre inflado explote en la cocina. Mientras tanto, un funcionario del banco le informa a la abuela que le debe al banco $10.000 dólares, y que si no puede pagar el dinero en dos semanas, perderá su panadería. Para empeorar las cosas, Big Ray Kaye quiere comprar la panadería y reemplazarla por un centro comercial y Waldo quiere la casa del árbol de los niños para él y cuando trata de entrar, termina activando la alarma antirrobo instalada por ellos.
Spanky al ver la situación de su abuela, sugiere que la pandilla consiga trabajo para ayudar a salvar la panadería de la abuela. Porky, Buckwheat, Mary Ann y Stymie ofrecen sus servicios en entornos de trabajo profesionales, pero son rechazados en todos ellos, excepto Spanky y Alfalfa que consiguen trabajos como caddies de Big Ray Kaye en el club de campo local, pero los dos son rápidamente expulsados y despedidos del club después de que Spanky interrumpe la cita del oficial Kennedy con la señorita Crabtree al golpear accidentalmente una pelota de golf la frente del policía.
Esto no detiene a Spanky y el sugiere un negocio de lavado de mascotas, que rápidamente se convierte en un caos cuando por error usa una botella de tinte verde, haciendo que la piel de varias mascotas quede de ese color, incluida la gata de Darla. Alfalfa intenta compensarlo ofreciéndole a Darla que lo lleve a la biblioteca en su bicicleta, pero ella decide ir con Waldo en su nuevo carro de juguete. Esto le da a Spanky la idea de que los niños construyan su propio servicio de taxi, pero el negocio también termina mal puesto que Waldo cortó los frenos del vehículo, enviándolos por una colina empinada y hacia una glorieta. Darla que viajaba en el taxi, vuelve a dejar a Alfalfa por Waldo. El oficial Kennedy, quien constantemente ha tenido sus citas con la señorita Crabtree interrumpidas por los niños, amenaza con meterlos a la cárcel por arruinar otro intento de proponer matrimonio a la maestra de la escuela, haciendo que ella lo deje.
Al día siguiente, Spanky tiene una nueva idea en la que decide que Alfalfa se suba al ring de lucha libre contra el misterioso Marvel enmascarado. Porky es el oponente de Alfalfa, pero accidentalmente se lo dice a Waldo y el luego contrata a Butch y Woim para evitar que Alfalfa gane el combate de lucha libre, haciendo que Butch tome el lugar de Porky en el ring y fácilmente vence a Alfalfa. Para empeorar las cosas, Waldo convence a Spanky de que le apueste el dinero que había ganado con el partido en caso de que Alfalfa pierda. Después de la pelea y enojados por la mala decisión de Spanky y su actitud mandona, la pandilla (incluyendo el perro Petey) deja a Spanky. Esa noche, después de hablar con la abuela, Spanky decide reavivar su amistad con los demás. Luego, los niños ahora comienzan a ensayar para el concurso de talentos, su última oportunidad de ganar los $10.000 dólares para la abuela. Mientras tanto, la señorita Crabtree acepta seguir saliendo con el oficial Kennedy con la condición de que él asista al concurso de talentos de los niños con ella.
En el concurso de talentos, la pandilla se enfrenta a varios actos profesionales, entre ellos, el acto de canto y baile de Waldo y Darla, pero Waldo empuja continuamente a Darla fuera del centro de atención y ella finalmente lo abandona después de que el intenta sabotear la actuación de la Banda Internacional Submarina de Cuerda Plateada. Cuando llega el turno de la pandilla, la interpretación de la banda de "I Got You Babe" comienza mal pero gradualmente mejora cuando llega Darla para cantar con Alfalfa en el escenario. Al final, los Rascals ganan los $10.000 dólares del concurso y Darla se une oficialmente a la banda de la pandilla (y se convierte en la novia oficial de Alfalfa), se salva la panadería de la abuela y la señorita Crabtree acepta casarse con el oficial Kennedy.
En una escena de créditos intermedios, Waldo recibe una "casa en el árbol" que es una réplica en miniatura de su propia mansión. Cuando su padre le dice a Waldo que lo bautice él mismo, Waldo lo anuncia con orgullo como un lugar exclusivo para miembros y golpea la botella contra uno de los pilares. Sin embargo, en lugar de romperse la botella, el pilar desarrolla una grieta y luego se extiende por toda la casa quedando destruida por completo. El padre de Waldo le comenta a su sorprendido hijo que aún podría tener el recibo de compra.

## Elenco
- Doris Roberts como abuela Larson
- Greg Germann como Ray ''Big Ray'' Kaye
- Lex Medlin como el oficial Edgar Kennedy
- Valerie Azlynn como Señorita June Crabtree
- Jet Jurgensmeyer como Spanky
- Drew Justice es Alfalfa
- Jenna Ortega es Mary Ann
- Connor Beaty como Stymie
- Isaian Fredericks es Buckweath
- Camden Gray es Porky
- Eden Wood es Darla
- Grant Palmer es Waldo Kaye
- Chase Vacnin es Butch
- Rio Mangini es Woim
- French Stewart como oficial del banco
- Bug Hall como el heladero de la escuela (Hall interpretó a Alfalfa en la película de 1994)
- Steven Monroe como repartidor del correo
- Brian Stepanek como Sergio el coreografo de Waldo

- Datos: Q16252610